# 神戸市立農業公園
神戸ワイナリー農業公園（こうべわいなりーのうぎょうこうえん）は、神戸市西区押部谷町にある農業公園。
ワインの醸造に特化して「神戸ワイナリー農業公園（愛称：神戸ワイン城）」と称していた。資金の半分近くを市が拠出し、一般財団法人神戸みのりの公社が受託経営を行い、ブドウの栽培からワインの醸造、さらに「神戸ワイン」のブランドで国内外に向け積極的に商品販売を行った。
園外にも提携するブドウ園（北区大沢町、西区平野町）があり、契約農家からは公社が買い上げ、このワイナリーで年間400トン（通常の瓶サイズで約40万本）にもおよぶ良質ワインを生産・出荷している。市民の農業体験と憩いと安らぎの場の提供、神戸ワインを主体とする地場産業の育成、新しい観光資源の開発を目的として、全国の農業公園に先駆け1984年（昭和59年）に開園し、年間30万を越える来園者を数えていた。
開園から40年を迎える2020年代に入って、「KOBE里山SDGsへの貢献」をコンセプトとする再整備計画が進められ、2025年4月12日からは運営を公社から民間企業へ移管し、こうべアグリパークとして営業している。

## 沿革
- 1979年（昭和54年） - 財団法人神戸市園芸振興基金協会設立および、ワイン用ぶどう試験栽培開始
- 1980年（昭和55年） - 神戸市葡萄・果樹研究所設立および、用地造成開始
- 1984年（昭和59年） - 神戸市立農業公園開園および、株式会社神戸ワイン設立
- 1987年（昭和62年） - 農業公園入園者100万人達成
- 1988年（昭和63年） - モンドセレクション受賞（以降、5年連続受賞）
- 1991年（平成 3年） - 朝日農業賞受賞
- 1994年（平成 6年） - 営業推進本部設置および、ワイン原料用ぶどう収穫1,000トンを達成
- 2000年（平成12年） - 財団法人神戸みのりの公社へ改称
- 2004年（平成16年） - ワイン事業本部設置
- 2006年（平成18年） - ワイナリーとして特化
- 2013年（平成25年） - 一般財団法人へ移行。名称を「一般財団法人神戸みのりの公社」とする。[注釈 1]
- 2014年（平成26年） - 神戸ワイン・蔵出しシャルドネが、ジャパンワインチャレンジ2014で金賞・ベストバリューアワードW受賞。
- 2024年（令和6年） - 農業公園の再整備計画が本格的に進められる。[1]その一環として、 同年11月30日をもってショップ・カフェ・バーベキュー場などの有料施設を営業終了。[注釈 3]翌12月1日より、神戸ワイナリー部分の運営及び神戸ワインの製造販売を神戸農政公社から白鶴酒造へ譲渡。[4]
- 2025年（令和7年） - 同年4月12日に、農業公園の再整備として、こうべアグリパークに改称・オープン[2]。農業公園の名称はホームページなどの案内上で旧称として併記される。オープニングイベントとして1か月間、「こうべアグリパーク ネモフィラの丘」を開催した[5][注釈 4]。

## 施設概要

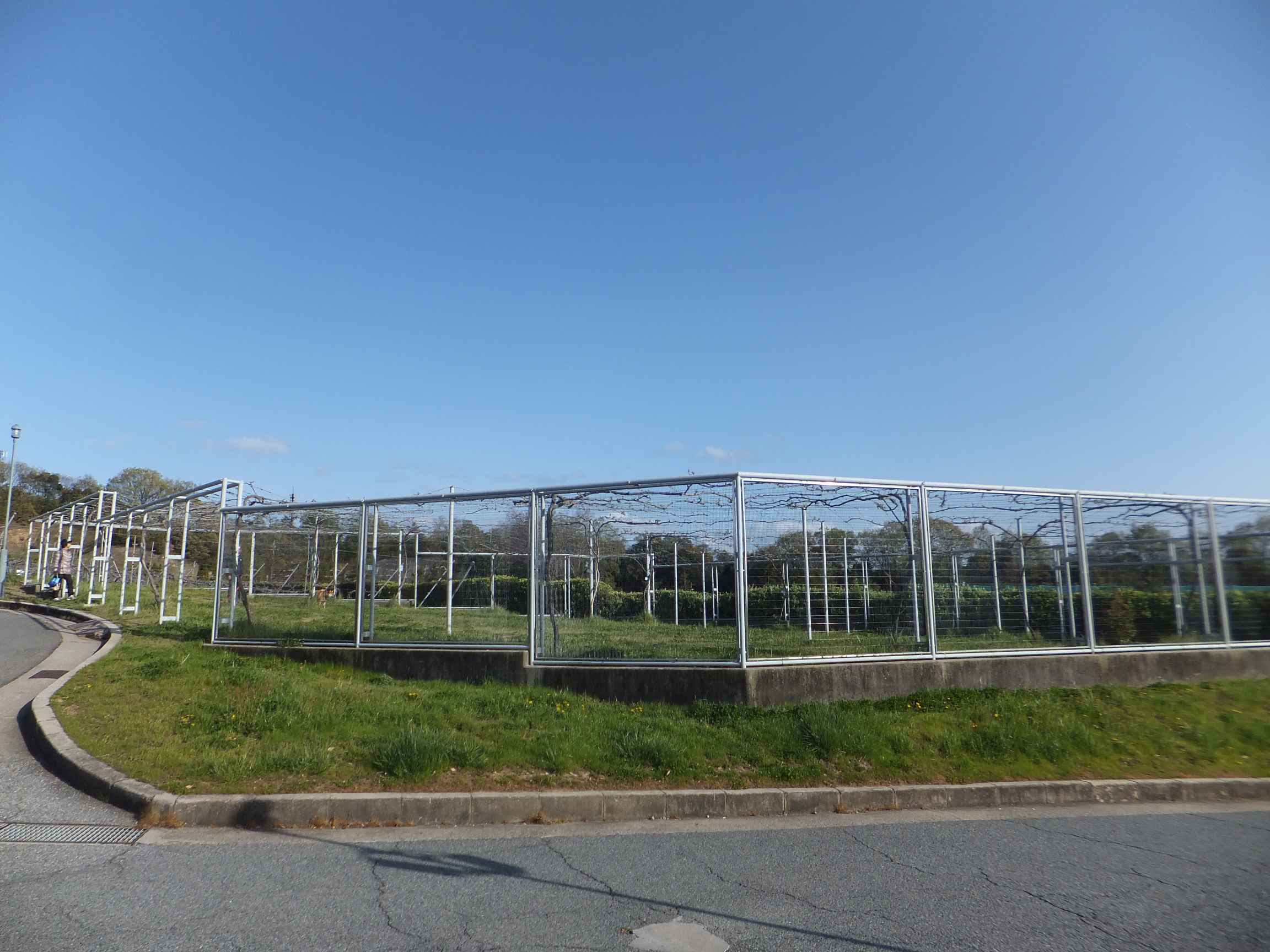
施設にあるブドウ畑

神戸市の行政区では最広域の北区と並び、開発が進んでいる西区の中心新興市街地に隣接した丘陵地帯にこの農業公園は位置する。ひときわ小高い丘に建つワイナリー（ワイン醸造所）を中心に、おおよそ200ha（60万坪）の敷地にブドウ畑の光景が広がる。
「ワイン城」と呼ばれる中心施設に入ると、ワインミュージアム・熟成庫見学コース・ワインショップなどが回廊に沿って欧風の雰囲気が漂うレンガ敷の中庭を取り囲む。中庭の一角には、コイの飼育されている水路がある。戸外では眼下に広がるブドウ畑を見渡しながら、バーベキューを楽しむこともできる。他に民具農具館・陶芸館などの施設がある。8-9月頃にはワインの収穫を見学できる。
2024年から農業公園の再整備計画が実行へ移される。同年11月22日に旧農業公園再整備事業全体運営事業の優先交渉権者が決定し、その優先交渉権者である「神戸市農業公園再整備・KOBE里山SDGs共同事業体」によってリニューアルが進められ、翌年の2025年4月12日に「こうべアグリパーク」に改称・オープンし、再スタートを果たす。運営も前述の優先交渉権者の代表企業である、株式会社MEリゾート但馬によって行われる。旧農業公園時代から、バーべキュー場、陶芸館、カフェ&レストラン、ショップも引き継いで営業している。
ワイナリーについては、再整備の計画と並行して2024年3月15日に、神戸ワインの製造・販売事業を神戸農政公社から白鶴酒造へ同年12月より販売開始・翌年2025年より製造開始のスケジュールで譲渡・継承の方向で協議を開始。同年10月7日に事業譲渡契約を締結。同年12月1日より白鶴酒造が事業継承し、白鶴酒造神戸ワイナリーとして園内で運営されている。

## 所在地
神戸市西区押部谷町高和1557-1

## 開園時間
- 午前7時 - 午後7時（アグリカフェ＆レストラン・アグリショップ：午前10時 - 午後4時(定休日：水曜日。ショップのみ月末日も定休)）
- 年末年始および2月に臨時休園日、それ以外は無休

## アクセス
- 地下鉄西神中央駅より、神姫バス20系統、75系統、80系統「農業公園」バス停下車。